# Siloli

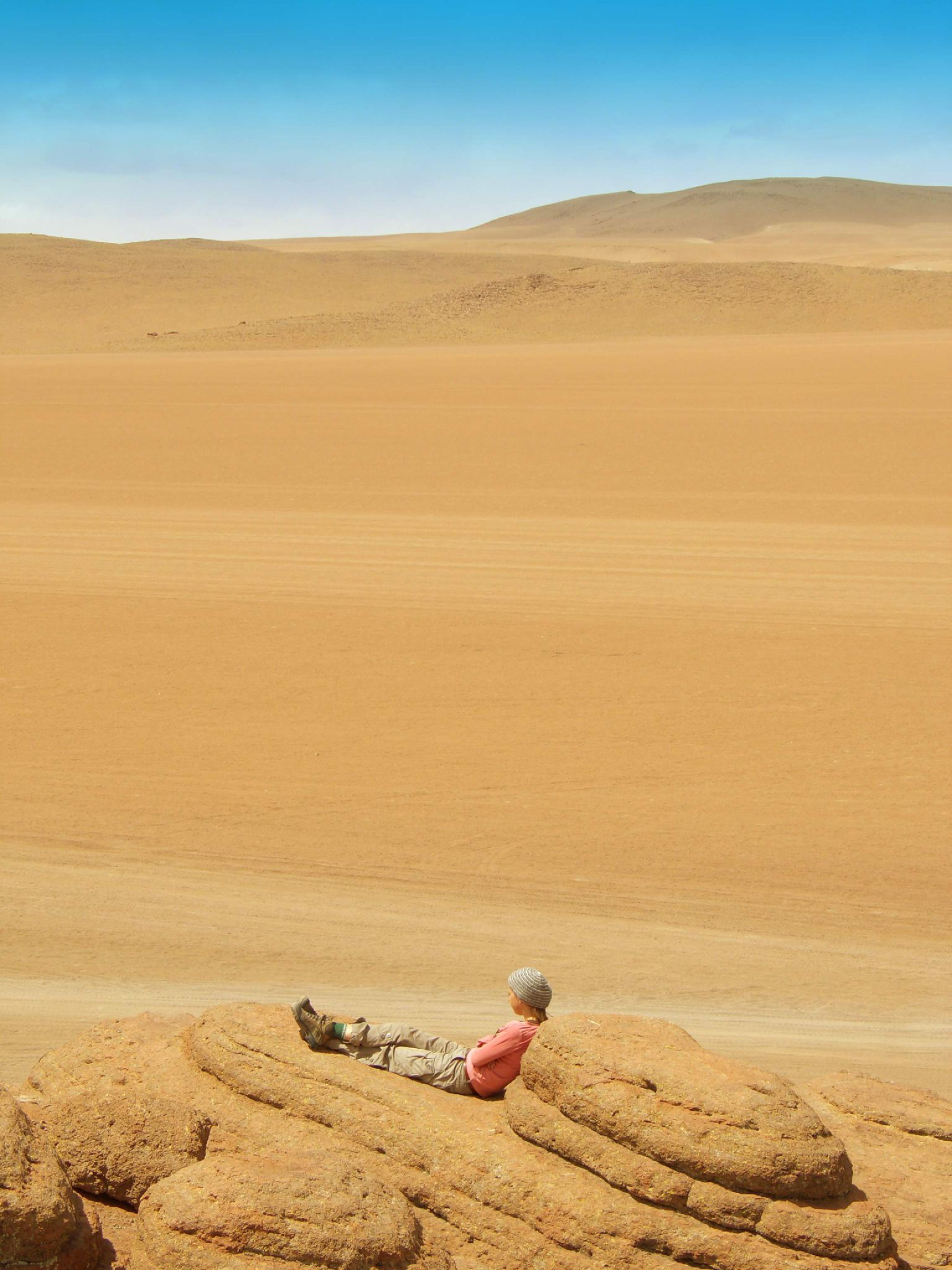
Die Siloli-Wüste in Bolivien

Siloli ist eine Wüste im Südwesten Boliviens, die sich im Altiplano, einer Hochebene im Departamento Potosí, befindet. Aufgrund der Erosion durch Winde sind im Laufe der Zeit teils bizarre Felsformationen entstanden, wie z. B. der Árbol de Piedra. Eine weitere Sehenswürdigkeit ist z. B. der 5700 m hohe Vulkan Apagado. In den naheliegenden Lagunen können Andenflamingos beobachtet werden. Südlich der Siloli befindet sich das Naturreservat Reserva Nacional de Fauna Andina Eduardo Abaroa.

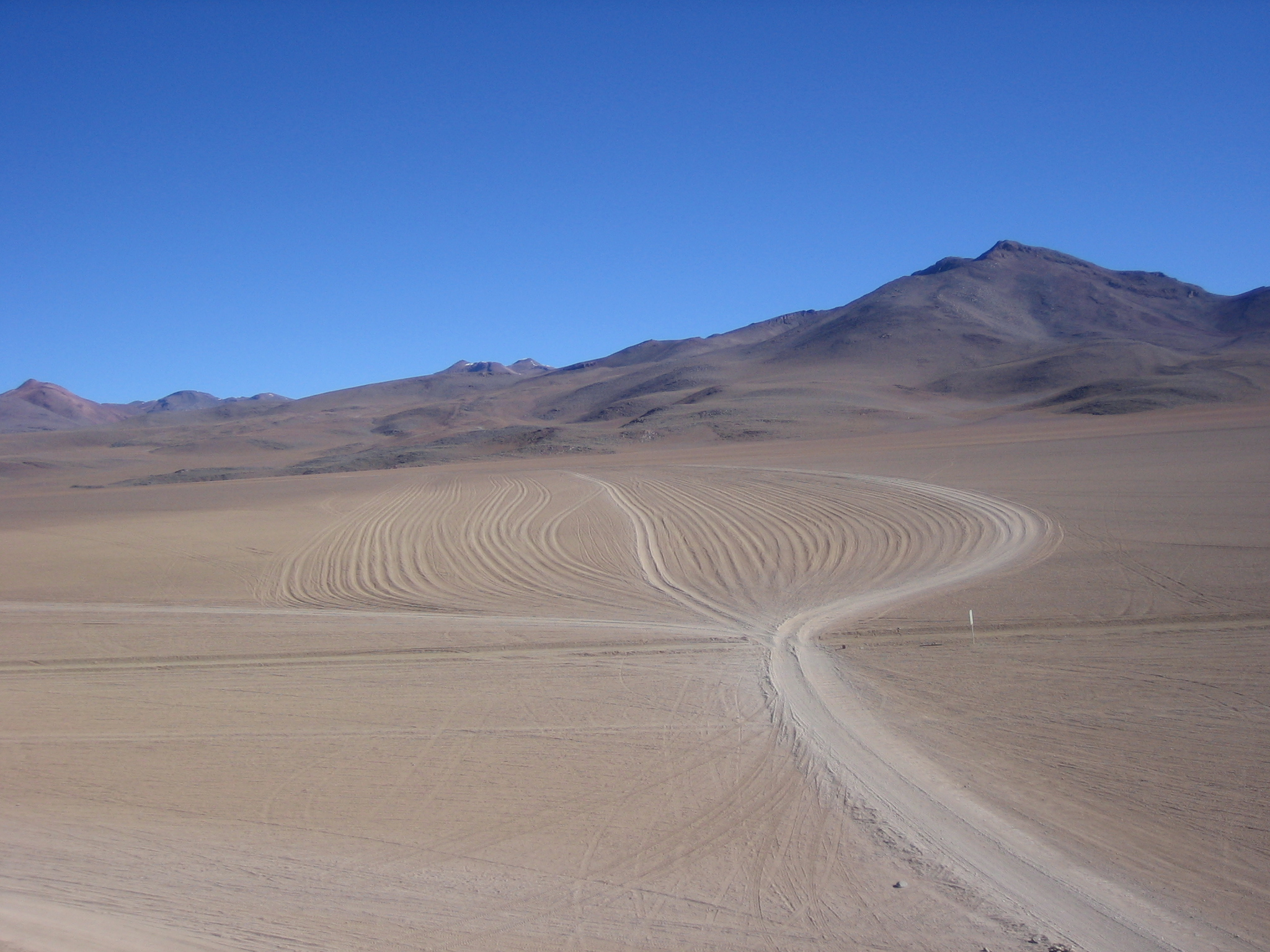
Fahrzeugspuren in der Siloli
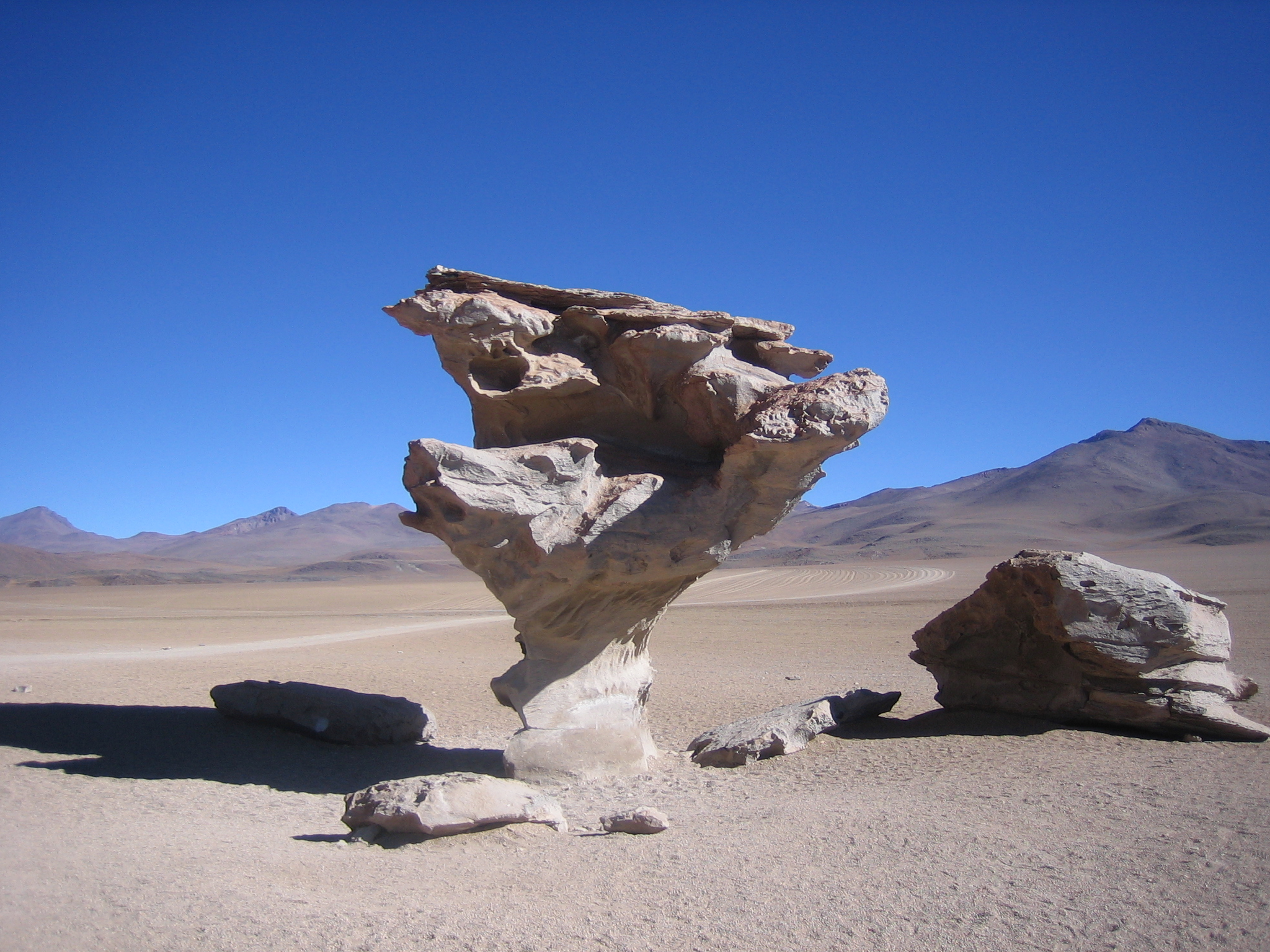
Felsformation Árbol de Piedra
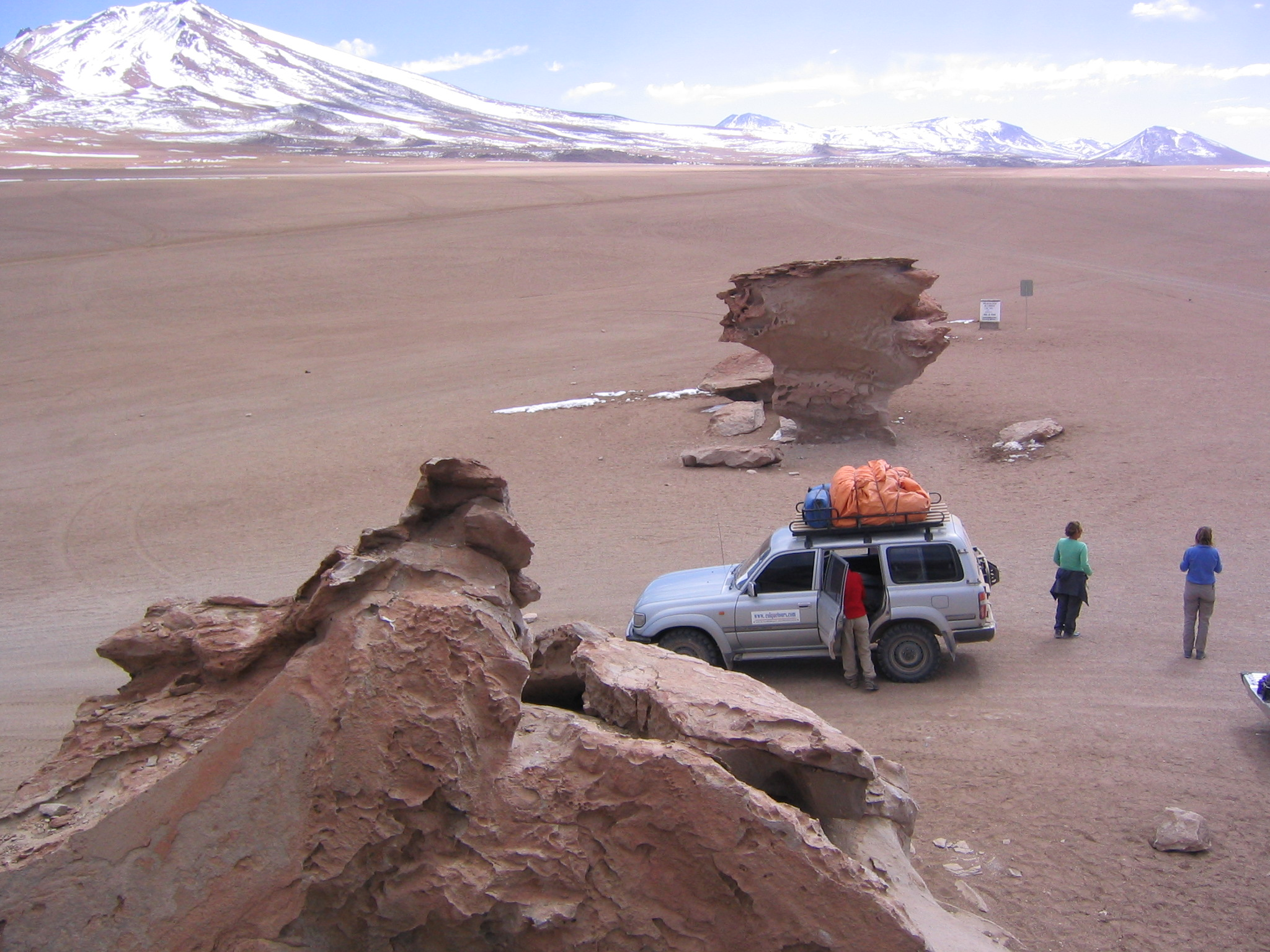
Touristen in der Wüste